# Octan ołowiu(II)
Octan ołowiu(II), (CH
3COO)
2Pb – organiczny związek chemiczny, sól kwasu octowego i ołowiu na II stopniu utlenienia. Z powodu słodkiego smaku jest czasem nazywany cukrem ołowianym.
Otrzymywany jest najczęściej w reakcji tlenku ołowiu(II) (PbO) z kwasem octowym.
PbO + 2CH3COOH → (CH3COO)2Pb + H2O
Krystalizuje jako trójhydrat o wzorze (CH3COO)2Pb•3H2O. Jako dobrze rozpuszczalna sól ołowiu znajduje zastosowanie do syntezy innych jego związków, do wytwarzania papierków ołowiowych (do wykrywania siarczków i siarkowodoru) oraz w przemyśle tekstylnym i barwników.
Podobnie jak większość związków ołowiu jest silnie toksyczny. Zatrucia mają na ogół charakter przewlekły, po długotrwałym narażeniu może dojść do powstania ołowicy. Octan ołowiu wykazuje silne działanie mutagenne i uszkadza mechanizmy rozrodcze. Jest szczególnie niebezpieczny dla kobiet w ciąży, a zatrucie nim może doprowadzić do uszkodzeń płodu.